# 明智光泰
明智 光泰（あけち みつやす、生年不詳 - 天正10年6月14日（1582年7月3日））は、戦国時代の人物。通称は十次郎。

## 略歴
明智光秀の次男として生まれる。『明智軍記』では明智自然と記載されている。天正10年（1582年）6月14日、坂本城落城の際に自刃したとされる 。
光泰が筒井順慶の養子・定頼と同一人物であると言う説もある 。